# Modugno
 Denne artikel omhandler byen Modugno. Der er også andre byer med dette navn, se Domenico Modugno.
Modugno er en by i Apulien, Italien med 36.224 (2023) indbyggere.